# Clematis chrysocoma
Clematis chrysocoma är en ranunkelväxtart som beskrevs av Adrien René Franchet. Clematis chrysocoma ingår i släktet klematisar, och familjen ranunkelväxter. Inga underarter finns listade i Catalogue of Life.

## Bildgalleri

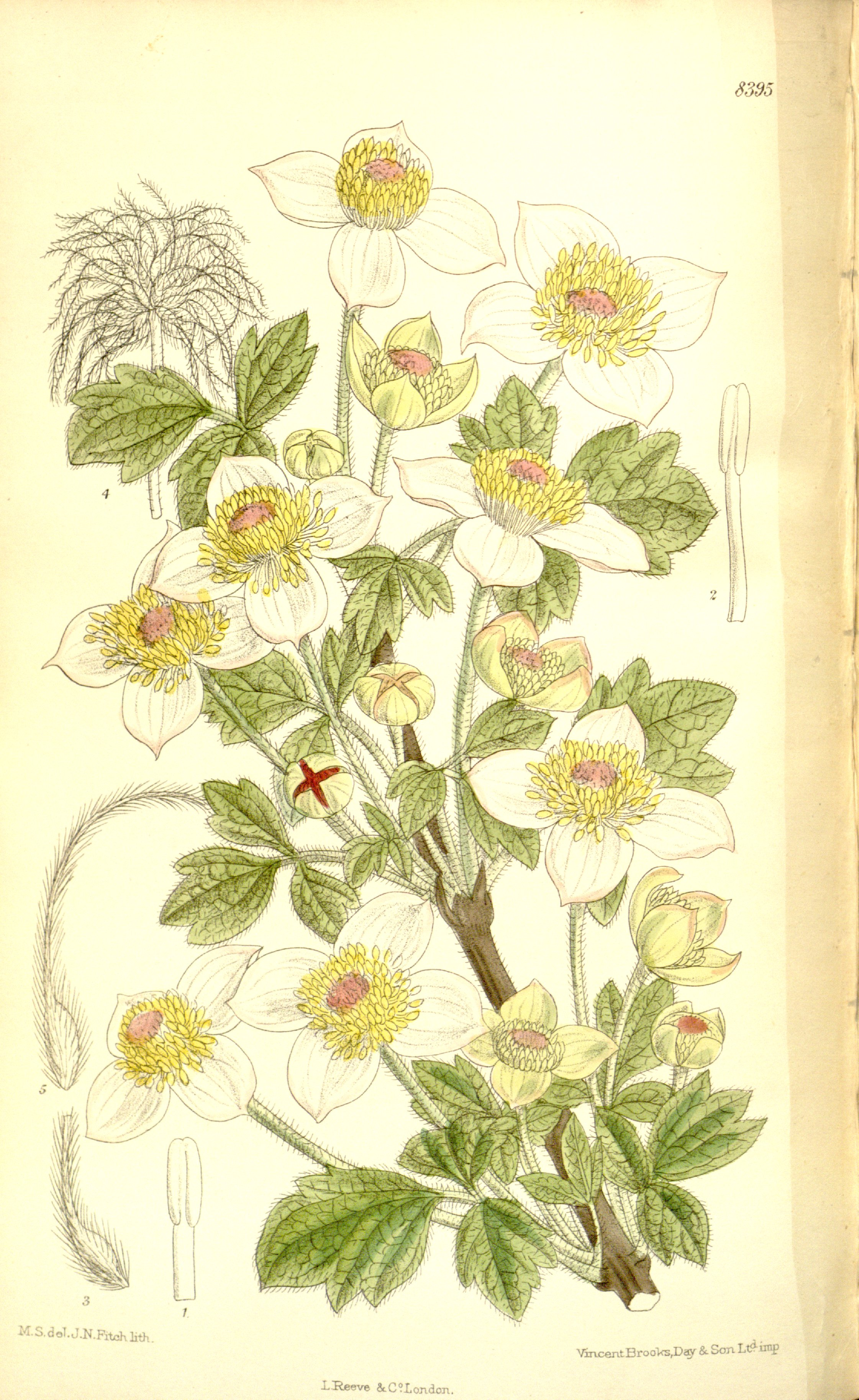